# Alexandre Nerium
Alexandre Nerium, eigentlich Francisco Manuel López Martínez (* 1960 in Fisterra) ist ein spanischer Dichter, der auf Galicisch publiziert.

## Werdegang
Nerium hat als Seemann gearbeitet, seine Lyrik ist geprägt von der Auseinandersetzung mit maritimen Themen. Er ist Präsident des 1996 gegründeten Batallón Literario da Costa da Morte, in dem sich die Mehrzahl aktiver Dichter und Dichterinnen der Region vereinen.

## Lyrikbände
- Vogar de couse, 2003, Espiral Maior
- Detrás da néboa o felo (Hinter dem Nebel die Maske), 2008, Amastra-N-Gallar
- Nocturnidade do sal (Nächtlichkeit des Salzes), 2008, Sotelo Blanco